# القمة العربية 1982
القمة العربية الإستثنائية الثانية 1982 عقد في فاس في 6 سبتمبر/ أيلول 1982، شاركت فيه تسع عشرة دولة وتغيبت ليبيا ومصر. واعترفت فيه الدول العربية ضمنيا بوجود إسرائيل. وصدر عنه بيان ختامي تضمن مجموعة من القرارات أهمها:
- إقرار مشروع السلام العربي مع إسرائيل، أهم ما تضمنه: انسحاب إسرائيل من جميع الأراضي العربية التي اختلها عام 1967، وإزالة المستعمرات الإسرائيلية في الأراضي التي احتلت بعد عام 1967 وقيام الدولة الفلسطينية المستقلة وعاصمتها القدس، وتأكيد حق الشعب الفلسطيني في تقرير مصيره، وتعويض من لا يرغب بالعودة.
- الإدانة الشديدة للعدوان الإسرائيلي على الشعبين اللبناني والفلسطيني.
- بخصوص الحرب العراقية الإيرانية، دعا المؤتمرالى ضرورة التزام الطرفين لقرارات مجلس الأمن، وأعلن أن أي اعتداء على أي قطر عربي اعتداء على البلاد العربية جميعا.
- مساندة الصومال في مواجهة وإخراج القوة الأثيويبية من أراضيها.